# Renault R.S.18
Chronologie des modèles (2018)
Renault R.S.17 Renault R.S.19
La Renault R.S.18 est la monoplace de Formule 1 engagée par l'équipe Renault Sport Formula One Team dans le championnat du monde de Formule 1 2018. Elle est pilotée par l'Allemand Nico Hülkenberg et l'Espagnol Carlos Sainz Jr. qui avait terminé la saison 2017 avec Renault après l'avoir débuté avec la Scuderia Toro Rosso.

## Création de la monoplace
La Renault R.S.18 est une création de Nick Chester sous la supervision du Britannique Bob Bell. Elle est présentée le 20 février 2018 sur internet,. Le lancement de la monoplace est accompagné d'un changement de livrée, le noir prédominant sur le jaune emblématique.
Dans la foulée de la présence d'un pilote espagnol au sein de son écurie, Renault annonce, le 22 février 2018, qu'elle s'associe avec le Championnat d'Espagne de football ; LaLiga devient ainsi commanditaire officiel de l'écurie,.
Peu de changements par rapport à sa devancière ayant été notés sur les images fournies lors de sa présentation, Renault indique quelques jours plus tard ne pas encore avoir réellement montré sa nouvelle monoplace, admettant que les images informatiques dévoilées visaient à présenter la nouvelle livrée. Cyril Abiteboul, directeur général de Renault Sport, explique : « La voiture que nous avons montré numériquement était en réalité une présentation de la livrée. […] J'ai vu sur des forums des gens qui essayaient d'extrapoler des choses. Eh bien, du calme, n'essayez pas de calculer l'empattement parce que ça ne sera représentatif de rien ! Comme la plupart des équipes, nous allons faire du développement jusqu'au dernier moment donc cette voiture n'est pas représentative de ce qui sera montré lors des tests et à Melbourne il y aura plus à venir.[…] Il y a beaucoup de choses qui sont sous la carrosserie. La suspension, la boîte de vitesses, l'installation du moteur, le refroidissement… tout cela a fait un grand bond en avant par rapport à l'année dernière mais ça n'est évidemment pas visible. »

## Moteur
| Caractéristiques | Valeur                 |
| ---------------- | ---------------------- |
| Nom              | Renault RE18           |
| Type             | V6 à 90°               |
| Soupapes         | 24                     |
| Cylindrée        | 1 600 cm3              |
| Alimentation     | Injection électronique |
| Puissance        | 875 ch                 |

## Résultats en championnat du monde de Formule 1
| Saison | Écurie                         | Moteur                       | Pneus   | Pilotes          | Courses | Courses | Courses | Courses | Courses | Courses | Courses | Courses | Courses | Courses | Courses | Courses | Courses | Courses | Courses | Courses | Courses | Courses | Courses | Courses | Courses | Points inscrits | Classement |
| Saison | Écurie                         | Moteur                       | Pneus   | Pilotes          | 1       | 2       | 3       | 4       | 5       | 6       | 7       | 8       | 9       | 10      | 11      | 12      | 13      | 14      | 15      | 16      | 17      | 18      | 19      | 20      | 21      | Points inscrits | Classement |
| ------ | ------------------------------ | ---------------------------- | ------- | ---------------- | ------- | ------- | ------- | ------- | ------- | ------- | ------- | ------- | ------- | ------- | ------- | ------- | ------- | ------- | ------- | ------- | ------- | ------- | ------- | ------- | ------- | --------------- | ---------- |
| 2018   | Renault Sport Formula One Team | Renault V6 turbo R.E.18 1.6L | Pirelli |                  | AUS     | BAH     | CHI     | AZE     | ESP     | MON     | CAN     | FRA     | AUT     | GBR     | ALL     | HON     | BEL     | ITA     | SIN     | RUS     | JAP     | USA     | MEX     | BRE     | ABU     | 122             | 4e         |
| 2018   | Renault Sport Formula One Team | Renault V6 turbo R.E.18 1.6L | Pirelli | Nico Hülkenberg  | 7e      | 6e      | 6e      | Abd     | Abd     | 8e      | 7e      | 9e      | Abd     | 6e      | 5e      | 12e     | Abd     | 13e     | 10e     | 12e     | Abd     | 6e      | 6e      | Abd     | Abd     | 122             | 4e         |
| 2018   | Renault Sport Formula One Team | Renault V6 turbo R.E.18 1.6L | Pirelli | Carlos Sainz Jr. | 10e     | 11e     | 9e      | 5e      | 7e      | 10e     | 8e      | 8e      | 12e     | Abd     | 12e     | 9e      | 11e     | 8e      | 8e      | 17e     | 10e     | 7e      | Abd     | 12e     | 6e      | 122             | 4e         |

Légende : ici

## Renault Clio R.S.18

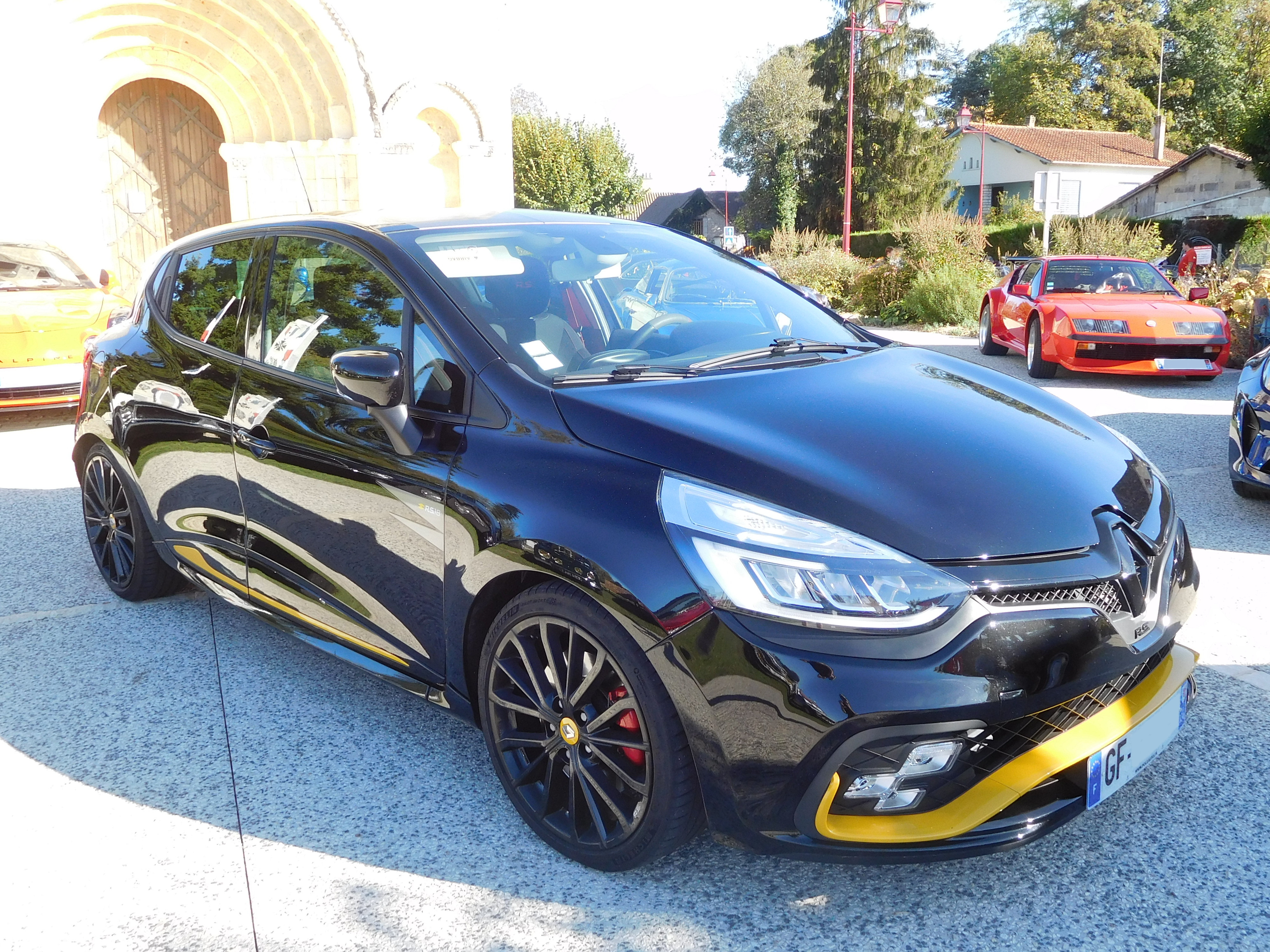
Clio R.S.18.

La Clio R.S.18 est une série limitée inspirée de la monoplace, produite en 2018.